# Venetie (Alasca)
Venetie é uma Região censo-designada localizada no estado americano de Alasca, no Distrito de Yukon-Koyukuk.

## Demografia
Segundo o censo americano de 2000, a sua população era de 202 habitantes.

## Geografia
De acordo com o United States Census Bureau, a localidade tem uma área de 54,0 km², sem área coberta por água.

## Localidades na vizinhança
O diagrama seguinte representa as localidades num raio de 104 km ao redor de Venetie.